# Masaharu Honma
Masaharu Honma (本間 雅晴, Honma Masaharu), né le 28 janvier 1888 à Sado et exécuté le 3 avril 1946 à Manille, est un général de l'Armée impériale japonaise. Il est connu pour son rôle dans l'invasion et l'occupation des Philippines pendant la Seconde Guerre mondiale.

## Biographie
Honma est né sur Sado, île de la mer du Japon, au large de la préfecture de Niigata. Il sortit diplômé de la 14e promotion de l'Académie de l'Armée impériale japonaise puis de la 27e promotion du Collège de guerre en 1915.
Honma avait du respect et une bonne compréhension de l'Occident. Il avait passé huit années comme attaché militaire japonais au Royaume-Uni, ayant même servi au combat durant la Première Guerre mondiale en France en 1918 avec le Corps expéditionnaire britannique. Il retourna comme attaché militaire au Royaume-Uni entre 1930 et 1932 et participa à la conférence sur le désarmement de Genève de 1932 et servit à la section presse du Ministère de la Guerre japonais de 1932 à 1933. Il obtint alors un commandement, à la tête du 1er régiment d'infanterie de 1933 à 1935 et fut ensuite promu commandant de la 32e brigade d'infanterie de 1935 à 1936.
En 1937, il devint aide-de-camp du Prince Chichibu, un frère de l'empereur. Avec lui, il fit une tournée diplomatique en Europe qui se termina par l'Allemagne. Il assista ainsi au congrès de Nuremberg et rencontra Adolf Hitler avec qui le Prince essayait de renforcer ses relations, dans la suite du pacte anti-Komintern de 1936.
Avec le début de la Seconde guerre sino-japonaise, Honma fut nommé commandant de la 27 division impériale japonaise en Chine de 1938 à 1940 et dirigea le blocus des concessions étrangères à Nankin, où il mena les négociations avec les Britanniques. Après la chute de Nankin, il déclara publiquement que « À moins que la guerre se termine immédiatement, cela sera un désastre ». Honma fut retiré de sa position sur le front et fut réassigné comme commandant en chef de l'armée japonaise de Taïwan de 1940 à 1941.
Avec le début de la guerre du Pacifique, Honma fut nommé commandant des 43 110 hommes de la 14e armée japonaise chargée de l'invasion des Philippines. Il ordonna à ses troupes de traiter les Philippins non comme des ennemis mais comme des amis, et de respecter leurs coutumes et leur religion. À un moment, à l'approche de Manille, il fit stopper les colonnes de troupes et ordonna aux hommes de se nettoyer et de resserrer leur formation, sachant que des soldats débraillés sont plus susceptibles de commettre viols et pillages.
Cette approche libérale vis-à-vis des civils philippins lui vaudra l'inimitié de son supérieur, le général comte Hisaichi Terauchi, commandant de l'Armée du Sud, qui enverra des rapports négatifs sur Honma à Tokyo depuis son quartier général de Saïgon. Il y aura aussi une subversion croissante par rapport au commandement d'Honma par un petit groupe d'officiers, sous l'influence du colonel Masanobu Tsuji. Au nom d'Honma, ils envoyèrent des ordres secrets contre sa politique, comme l'ordre d'exécution du Chief Justice philippin Jose Abad Santos et la tentative d'exécution de l'ancien Speaker de la Chambre des représentants Manuel Roxas, qu'Honma découvrit à temps pour l'arrêter.
Honma échoua à anticiper la retraite du général Douglas MacArthur dans la péninsule de Bataan. Alors qu'il avait reconnu son erreur, sa meilleure infanterie fut remplacée par une brigade de réserve peu entrainée, affaiblissant grandement sa force d'assaut. Plutôt que de perdre ses hommes dans de furieux assauts frontaux, il essaya de manœuvrer les forces américaines. Cela lui amena des critiques de ses supérieurs qui pensaient qu'il avait été contaminé par les idées occidentales sur la préservation de la vie de ses hommes.
Inquiet du piétinement de l'offensive de Luçon, l'Empereur Showa pressa deux fois son chef d'état-major Hajime Sugiyama en janvier 1942 d'augmenter la puissance et les effectifs des troupes impériales aux Philippines afin de provoquer une reddition rapide des troupes ennemies à Bataan. Suivant les ordres impériaux, Sugiyama pressa Honma de renouveler ses attaques. La bataille de Bataan commença en décembre 1941 et fut l'une des plus intenses de la campagne. Cependant les relations qui se détérioraient entre Honma et Sugiyama aboutirent au retrait d'Honma du commandement peu après la chute de Corregidor, et il ne fut plus ensuite que commandant en titre de la 14e armée.
Par suite du coût élevé de l'invasion et du long retard dans l'échéancier devant mener à la reddition des troupes philippines et américaines, le quartier général impérial considérait que Honma manquait d'agressivité et qu'il était trop indulgent envers le peuple philippin. Il fut par conséquent poussé à une retraite forcée en août 1943.
Honma se retira des affaires militaires et vécut en semi-réclusion au Japon jusqu'à la fin de la guerre.

## Procès
Après la reddition du Japon, le Commandant suprême des forces alliées arrêta Honma, et il fut extradé aux Philippines sur l'ordre express du général Douglas MacArthur pour qu'il puisse être jugé par un tribunal militaire américain plutôt que par le Tribunal militaire international pour l'Extrême-Orient qui avait pour charge de poursuivre les chefs japonais pour crimes de guerre.
L'historien Philip Piccigallo dit qu'Honma fut condamné pour les actions de ses hommes durant la marche plutôt que pour intervention directe de sa part dans les actions elles-mêmes.
Il n'est pas clair si Honma ordonna les atrocités commises pendant la marche de la mort de Bataan, mais il est clair que le manque d'expertise administrative et une inhabileté à déléguer de manière adéquate l'autorité et de contrôler ses hommes conduisirent à ces atrocités. Après que les forces filippo-américaines se furent rendues dans la péninsule de Bataan, Honma confia la logistique de la gestion de ces 25 000 prisonniers estimés au major-général Yoshitake Kawane. Honma déclara publiquement que les prisonniers de guerre seraient bien traités. Un plan fut établi pour la marche et le transport des prisonniers vers le camp O'Donnell, qu'Honma approuva. Cependant, ce plan fut sérieusement dégradé, les prisonniers américains et philippins étant affamés, affaiblis par la malaria et non pas au nombre de 25 000 mais à celui de 76 000 hommes – beaucoup plus qu'aucun plan japonais ne l'avait anticipé. De plus, les Japonais pensaient que la reddition interviendrait trois semaines plus tard, à un moment où des vivres seraient arrivés. Dans sa défense lors du procès, Honma déclara qu'il était si préoccupé par les plans pour l'assaut sur l'île de Corregidor, qu'il avait oublié le traitement des prisonniers, croyant que ses officiers géraient correctement le problème. Il déclara n'avoir appris les atrocités qu'après la fin de la guerre.
Honma fut condamné par le tribunal militaire américain pour crimes de guerre aux Philippines, dont la marche de la mort de Bataan, et les atrocités des camps d'O'Donnell et Cabanatuan qui avaient suivi. Le chef de la défense de Honma, John H. Skeen Jr., déclara que selon lui c'était un « procès hautement irrégulier, conduit dans une atmosphère qui ne laissait aucun doute sur ce qu'en serait l'issue finale. » L'Associate Justice Frank Murphy, juge de la Cour suprême des États-Unis protesta contre le verdict, déclarant :

« Soit nous menons un procès comme celui-ci dans l'esprit et l'atmosphère nobles de notre Constitution, soit nous abandonnons toute prétention à la justice, laissons le temps passer, et nous abaissons au niveau des sanglantes purges vengeresses. »

L'épouse d'Honma fit appel au général MacArthur pour épargner sa vie ; sa demande fut rejetée bien que selon William Manchester dans sa biographie de MacArthur American Caesar, celui-ci ait ordonné qu'Honma soit fusillé plutôt que pendu, cette dernière forme d'exécution étant considérée comme un grand déshonneur pour un militaire. Honma fut fusillé par un peloton d'exécution le 3 avril 1946 en dehors de Manille.

### Livres
- (en) Herbert B Bix, Hirohito and the Making of Modern Japan, New York, Harper Perennial, 2001, 1re éd., 832 p., poche (ISBN 978-0-06-093130-8, LCCN 99089427)
- (en) Trevor N. Dupuy, Encyclopedia of Military Biography, Londres, I B Tauris & Co Ltd, 1992, 834 p. (ISBN 978-1-85043-569-3)
- Richard Fuller, Shokan : Hirohito's Samurai, Londres, Arms and Armor, 1992
- (en) Philip R Piccagallo, The Japanese on Trial : Allied War Crimes Operations in the East, 1945-1951, Austin, University of Texas Press, 1980, 292 p. (ISBN 978-0-292-78033-0, LCCN 79013400)
- (en) John Toland, The Rising Sun: The Decline and Fall of the Japanese Empire 1936-1945, New York, Random House, 1970, 954 p., poche (ISBN 978-0-8129-6858-3, LCCN 2003272015)

## Source de la traduction
- (en) Cet article est partiellement ou en totalité issu de l’article de Wikipédia en anglais intitulé « Masaharu Homma » (voir la liste des auteurs).